# Grażyna Kostka

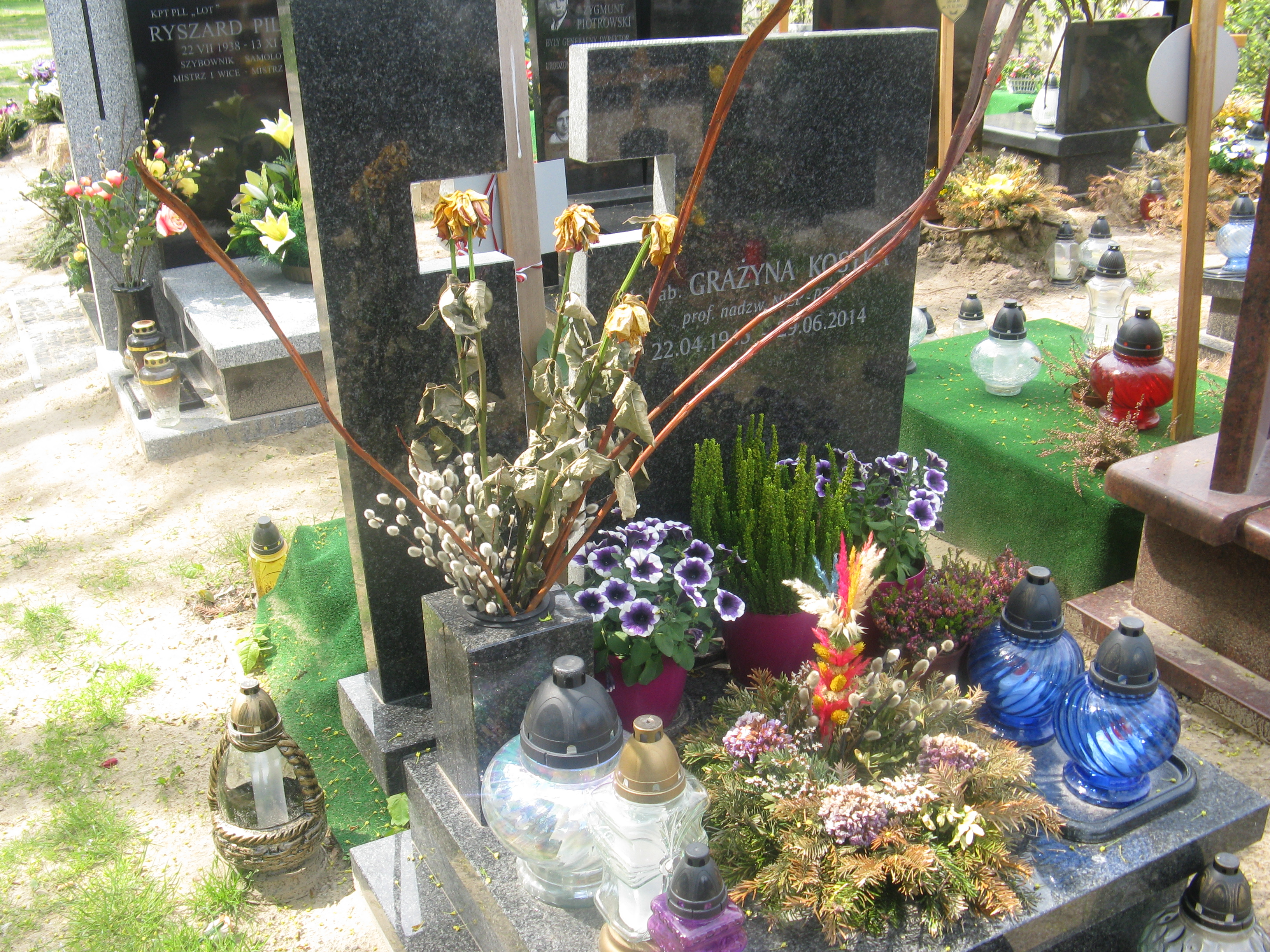
Grób Grażyny Kostki na Cmentarzu Wojskowym na Powązkach

Grażyna Zofia Kostka  (ur. 22 kwietnia 1945, zm. 29 czerwca 2014) – polska toksykolog, doktor habilitowany nauk medycznych w zakresie biologii medycznej, prof. nadzw. oraz członek Rady Naukowej Narodowego Instytutu Zdrowia Publicznego – Państwowego Zakładu Higieny (NIZP – PZH).
Zmarła 29 czerwca 2014, została pochowana 9 lipca na Cmentarzu Wojskowym na Powązkach (kw. D26-7-1).